# Dionizy Wielki
Dionizy Wielki, Dionizy z Aleksandrii (ur. ok. 190 w Aleksandrii, zm. 264 lub 265 tamże) – teolog, biskup, święty Kościoła katolickiego, prawosławnego, ormiańskiego oraz koptyjskiego. Autor licznych dzieł literackich i prekursor tradycji przesyłania listów paschalnych.

## Życiorys
Obszernym źródłem informacji o św. Dionizym jest Historia Ecclesiastica Euzebiusza z Cezarei, który też nadał mu przydomek Wielki (księga VII, prolog). Dionizy Wielki był majętny i pełnił ważną funkcję w miejscowej hierarchii społecznej. Był żonaty i miał dzieci, w tym syna Tymoteusza, któremu zadedykował napisane w formie listu pismo Peri fyseos („O naturze”), zwalczające atomistyczną teorię epikurejczyków. Pod wpływem Orygenesa nawrócił się na chrześcijaństwo, przyjmując chrzest, i oddał się studiom teologicznym. Od ok. 231 r. zastąpił Heraklasa w prowadzeniu aleksandryjskiej szkoły katechetycznej. Około 247 r. wybrany został na biskupa rodzinnej Aleksandrii. W okresie piastowania przez Dionizego Wielkiego funkcji biskupa przez miasto przetoczyły się kolejne fale prześladowań chrześcijan. Pełniąc tę funkcję, dał się poznać jako erudyta i człowiek wysokiej kultury, a także osoba obeznana z pismami heretyckimi. W czasie zarządzonych przez cesarza Decjusza prześladowań został uwięziony i przebywał w odosobnieniu na pustyni. Po uwolnieniu przez wieśniaków pod koniec 251 roku mógł wrócić do stolicy biskupiej. Prześladowania za Waleriana I przyniosły mu postawienie przed prefektem Emilianem i zesłanie do Kefro (Libia), a następnie do Mareotis (258–262). Zgodnie z treścią zarządzenia cesarskiego powinien ponieść śmierć podobnie jak biskup Kartaginy Cyprian. Nie wiadomo, dlaczego zapadł inny wyrok. Mimo doświadczonych represji, jak wielu mu współczesnych, nie wyparł się wiary>. Na rozkaz Galiena uwolniono go w 262 r. Do tradycji, zachowanej w Kościołach egipskich do IX wieku, weszło wysyłanie listów pasterskich przez biskupów aleksandryjskich na rozpoczęcie wielkiego postu, które zapoczątkowały jego listy paschalne (Epistolai heortastikai) do Flawiusza, Domicjusza i Dydyma Ślepego. Dionizy Wielki zmarł w czasie trwania synodu w Antiochii.

## Poglądy teologiczne
Dionizy Wielki, określany przez św. Atanazego „nauczycielem Kościoła powszechnego”, uznawany jest za jednego z najwybitniejszych uczniów Orygenesa i najwybitniejszego biskupa swoich czasów. Jego refleksja teologiczna rozwijała się pod wpływem filozofii neoplatońskiej. Poglądy Dionizego, podobnie jak jego mistrza Orygenesa, spotykały się z wieloma zarzutami. Zwalczając modalizm i sabelianizm, naraził się na zarzuty tryteizmu i subordynacjonizmu. Użycie w pismach niefortunnego języka stało się przyczyną licznych kontrowersji. Kiedy grupa współwyznawców z Aleksandrii obraziła się na słowa swojego biskupa, udali się do Rzymu i oskarżyli go o sabelianizm i subordynacjonizm. Dionizy bowiem w listach, w których zwalczał modalizm, rozróżnił odrębność osoby Ojca i Syna. Czynił to, polemizując z poglądami zwolenników Sabeliusza, którzy głosili jedność Boga tak silną, że nie pozostawiała miejsca na realne istnienie Ojca, Syna i Ducha Świętego. Biskup Aleksandrii przejaskrawiał odrębność osób Trójcy Świętej, niewiele zajmując się ich jednością, gdyż na tym skupiali się jego adwersarze. Oni również, wypaczając poglądy Dionizego, wysłali wybrane fragmenty jego listów i przedstawili papieżowi Dionizemu jako dowody na błędy doktrynalne patriarchy. Reakcją biskupa Rzymu były dwa listy, które wysłał do Aleksandrii ok. 260 r. Jeden z tych listów miał charakter prywatny, drugi natomiast był dokumentem oficjalnym traktującym o relacjach Osób Trójcy Świętej. Patriarcha odpowiedział tylko na list prywatny, dlatego papież Dionizy na zwołanym w Antiochii synodzie, prócz kwestii nauk Pawła z Samosaty, poruszył także stawiane biskupowi Dionizemu zarzuty. Dionizy Wielki nie wziął w synodzie udziału ze względu na zły stan zdrowia. W piśmie Elenchus et apologia rozwiał podejrzenia co do swego stosunku do Bóstwa Syna Bożego, przedstawiając ortodoksyjne ujęcie nauki o Trójcy Świętej i uznając niewłaściwość wcześniej używanych sformułowań. Wynikiem prac tego gremium było pismo w obronie Dionizego Wielkiego.
Obrony Dionizego Wielkiego podjął się również jego późniejszy następca, Atanazy Wielki (zm. 373), który wydał De sententia Dionysii. Natomiast inny Ojciec Kościoła, Bazyli Wielki (zm. 379), uważał Dionizego Wielkiego za nieortodoksyjnego i, podobnie jak później Gennadiusz z Marsylii (zm. ok. 500), twierdził, że pisma patriarchy Aleksandrii ułatwiły rozwój arianizmu.

## Dzieła
Dionizy pozostawił po sobie liczne dzieła literackie, najczęściej w formie listów. Tylko dwa (do Nowacjana i do Bazylidesa) zachowały się w całości. Pozostałe znane są we fragmentach cytowanych przez Euzebiusza z Cezarei. Dionizy był między innymi autorem pisma O męczeństwie Orygenesa. Do Bazylidesa z Pentapolis pisał o warunkach, jakie musi spełniać penitent, by przyjąć komunię, oraz o długości wielkiego postu. W liście adresowanym do Hermammona przedstawił relacje z przebiegu prześladowań chrześcijan w okresie rządów cesarzy Decjusza Trajana, Gallusa i Waleriana.
Zachowały się listy późniejszego papieża Dionizego do Dionizego Wielkiego, będące fragmentem korespondencji dotyczącej możliwości chrztu heretyków i schizmie Nowacjana. Podobną tematykę rozwijał także w listach do innych osób: papieża Stefana i rzymskiego kapłana Filemona. W listach do papieża Sykstusa II i bpa Germana występował przeciwko odmawianiu odstępcom prawa do nawrócenia, potępiał chiliastów, quartodecimanów, wystąpił też z krytyką błędów Pawła z Samosaty, a także Sabeliusza. W dwóch księgach „O obietnicach”, ale także w prowadzonych dysputach, zwalczał millenaryzm, któremu ulegli współcześni mu mnisi. Temat ten poruszał w kontekście opublikowanego przez biskupa egipskiego Arsinoe, Neposa, dzieła o Księdze Apokalipsy Peri euangelion („Odrzucenie alegoryzujących”), w którym propagował pogląd o mającym trwać 1000 lat nadchodzącym królestwie Chrystusa – okresie cielesnych rozkoszy. Dionizy Wielki, odnosząc się z szacunkiem do Apokalipsy, wyraził powątpiewanie co do Janowego autorstwa księgi. Te jego poglądy miały później zaważyć na dystansie Wschodu wobec Apokalipsy, a nawet jej odrzuceniu jako księgi nienatchnionej. Elenchus et apologia, Peri fyseos oraz „O obietnicach” zachowały się jedynie we fragmentach u Euzebiusza z Cezarei (w De praeparatione evangelica 14, 23–27) i Atanazego Wielkiego. Euzebiusz wykorzystał listy Dionizego jako źródło historyczne do napisania VII księgi Historii Kościelnej.

## Dzień obchodów
Wspomnienie Dionizego Wielkiego w Kościele katolickim obchodzone jest 17 listopada (dawniej także 27 stycznia, 18 lutego, 31 sierpnia, 14 września, 2 października) oraz błędnie u ormian i w greckich menologiach 3 października, zaś u koptów 3 marca.
Cerkiew prawosławna wspomina świętego męczennika 5/18 października, tj. 18 października według kalendarza gregoriańskiego. W prawosławiu, pomimo tego, iż nie zginął śmiercią męczeńską, tytułowany jest mianem męczennika, w uznaniu jego postawy w okresach prześladowań.